# Myllenyxis papuana
Myllenyxis papuana är en stekelart som beskrevs av Kamath och Gupta 1972. Myllenyxis papuana ingår i släktet Myllenyxis och familjen brokparasitsteklar. Inga underarter finns listade i Catalogue of Life.